# 전략물자관리원
전략물자관리원(戰略物資管理院, 영어: Korean Security Agency of Trade and Industry, KOSTI)은 2007년 6월 5일 기업의 안전한 무역을 증진하고 전략물자 수출입 관리를 지원하기 위해 설립된 대한민국 산업통상자원부 산하 기타공공기관이다. 서울특별시 강남구 영동대로 511, 무역센터 트레이드타워 16층에위치하고 있다. 2024년 8월 무역안보관리원으로 명칭이 변경되었다.

## 설립 근거
- 대외무역법[3]

## 주요 업무
- 기업이 취급하는 품목에 대한 전략물자 해당여부를 판정하는 전문판정
- 온라인 판정/수출허가 시스템인 전략물자관리시스템의 운영
- 전략물자관리제도에 대한 교육, 홍보 및 기업 자율준수 지원 업무
- 무역안보 관련 국내외 동향파악, 제도 개선 등을 위한 정책연구 업무
- 다자간 국제수출통제체제 및 해외 유관기관과의 교류협력

## 연혁
- 2004년 8월 한국무역협회 부설 전략물자무역정보센터 개소
- 2007년 1월 대외무역법 제29조에 전략물자관리원 설립 근거 마련
- 2007년 6월 전략물자관리원 설립
- 2008년 1월 기타공공기관 지정
- 2009년 2월 공직유관단체 지정
- 2010년 11월 대외무역법 개정으로 한국산업기술진흥협회의 전략기술 업무 이관
- 2024년 8월 무역안보관리원으로 명칭 변경

## 조직

### 전략물자관리원장
- 감사팀
- 기획조정실
  - 경영전략팀
  - 운영지원팀

#### 정책지원본부
- 정책협력실
  - 정책연구팀
  - 제재분석팀

#### 수출지원본부
- 판정분류실
  - 심사판정1팀
  - 심사판정2팀
  - 체제기술팀
- 기업지원실
  - 자율준수팀
  - 교육정보팀
  - 산학협력그룹